# Чаклунство 12 : У лігві змія
Чаклунство 12 : У лігві змія (англ. Witchcraft XII: In the Lair of the Serpent) — американський фільм жахів режисера Бреда Сайкеса 2002 року.

## Сюжет
Джефф зустрічає в нічному клубі таємничу красуню Тісу, після чого безслідно зникає. Сестра Джеффа вирішує знайти зниклого братика і просить про допомогу Вілла Спаннера, друга сім'ї. Розслідуючи загадкову справу, Вілл дізнається, що Тіса є послідовницею культу стародавнього зміїного бога Маллеуса.

## У ролях
- Джанет Трейсі Кейсер — Сінді Лоутон
- Брюс Блауер — Джефф Лоутон
- Моніка Вайлд — Тіса
- Тріша Бердот — Ліа
- Сем Старр — Аарон
- Роббі Морріс — Ларрі
- Джефф Прайд — Сонні
- Девід Камерон — священик
- Зенова Бріден — Кіра

## Серія
- Чаклунство / Witchcraft (1988)
- Чаклунство 2 : Спокусниця / Witchcraft II: The Temptress (1989)
- Чаклунство 3 : Поцілунок смерті / Witchcraft III: The Kiss of Death (1991)
- Чаклунство 4 : Невинне серце / Witchcraft IV: The Virgin Heart (1992)
- Чаклунство 5 : Танець з Дияволом / Witchcraft V: Dance with the Devil (1993)
- Чаклунство 6 : Коханка Диявола / Witchcraft VI: The Devil's Mistress (1994)
- Чаклунство 7 : Час розплати / Witchcraft VII: Judgement Hour (1995)
- Чаклунство 8 : Привид Салема / Witchcraft VIII: Salem's Ghost (1996)
- Чаклунство 9 : Гірка плоть / Witchcraft IX: Bitter Flesh (1997)
- Чаклунство 10 : Повелителька / Witchcraft X: Mistress of the Craft (1998)
- Чаклунство 11: Сестри по крові / Witchcraft XI: Sisters in Blood (2000)
- Чаклунство 12 : У лігві змія / Witchcraft XII: In the Lair of the Serpent (2002)
- Чаклунство 13: Тринадцята жертва / Witchcraft XIII: Blood of the Chosen (2008)